# Vori (color)
El vori o ivori (del llatí eborĕum, ‘d'ivori’) designa un blanc cremós, és a dir un tint de blanc grisós, amb una lleugera coloració grogosa. Pretén reproduir el color del vori d'elefant, generalment encara no esgrogueït pel temps.
Una mostra del color vori:

## Usos
- Símbol de puresa.
- Carrosseries de vehicles, així com les peces de vestir, tradicionalment per als vestits de casament.

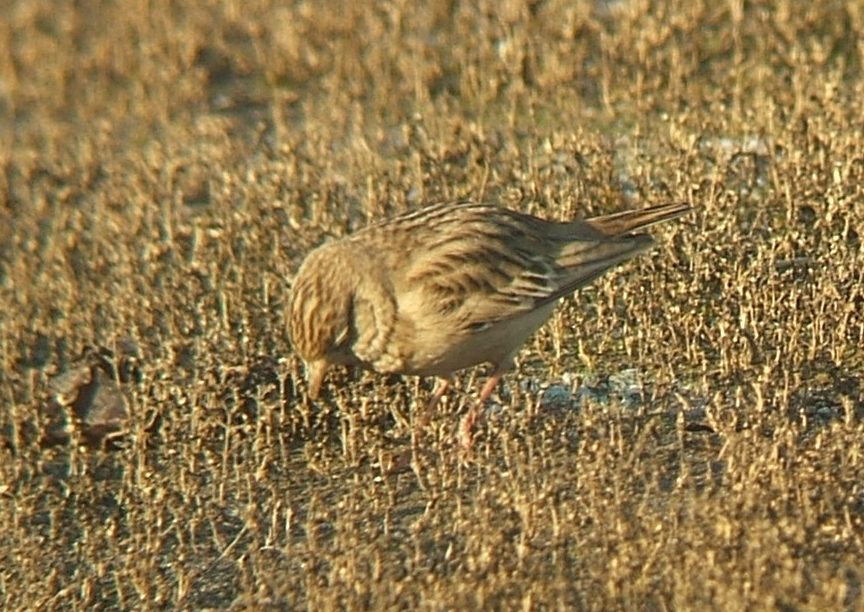
Terrerola vulgar.

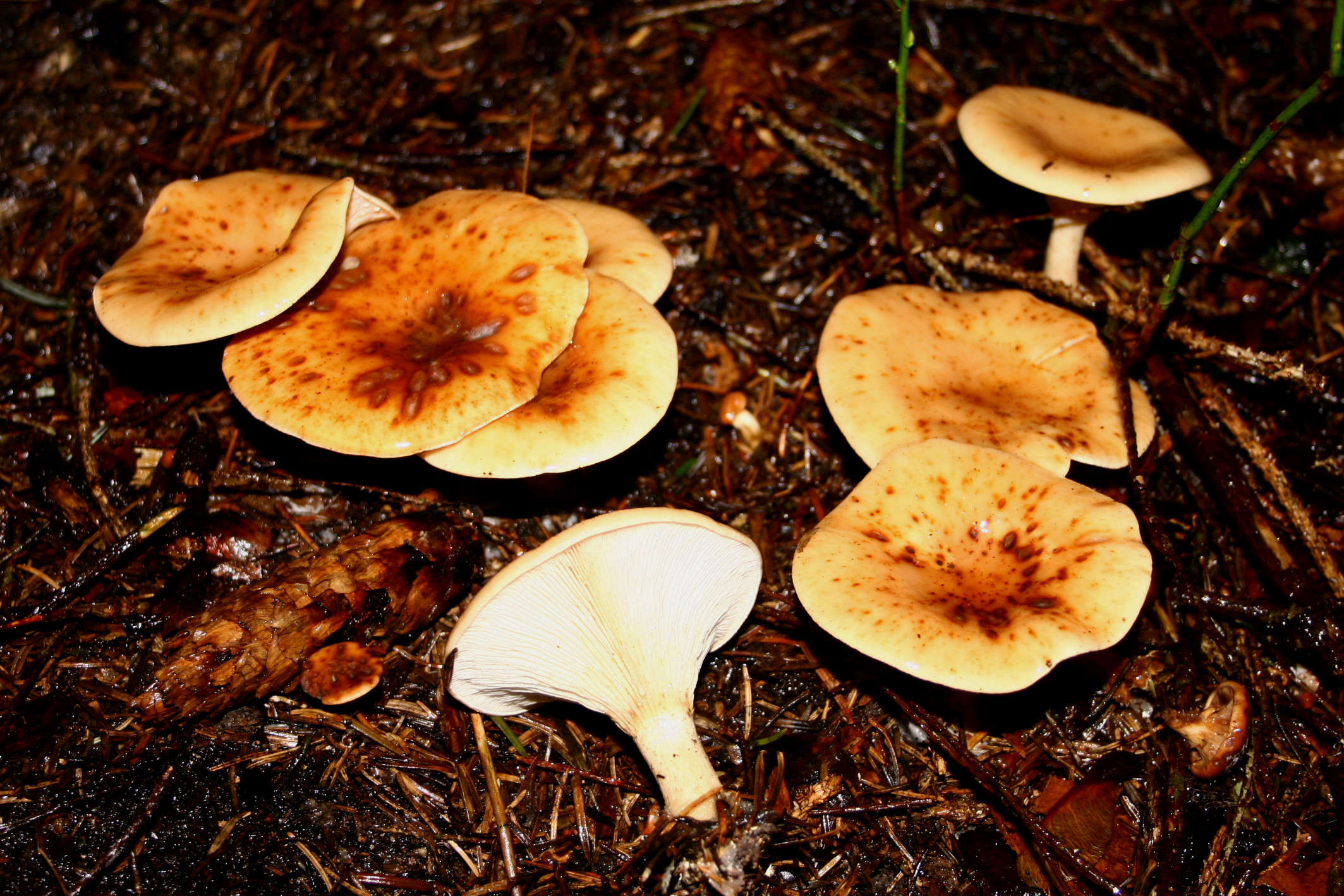
Pampeta.

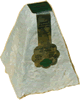
Formatge francès Pouligny-Saint-Pierre.

- Color del bec d'algunes aus.

- Color del peu d'alguns bolets.

- Color d'alguns formatges.